# 张照寰

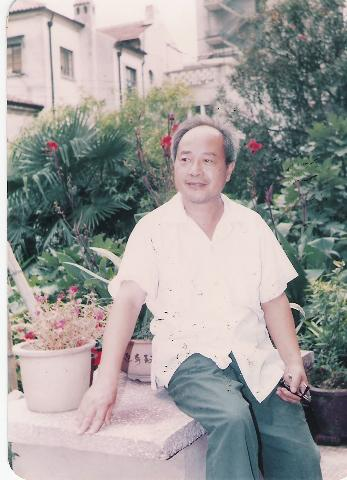

张照寰（1925年—）是一位中国医学家，复旦大学上海医学院教授。专供于生物统计学和预防医学。

## 生平
1925年出生在浙江宁波市镇海县，1950年毕业于国立上海医学院（现复旦大学上海医学院），之后留校任教八年。1956年上海医学院分迁到重庆组建重庆医学院（现重庆医科大学），1959年他被分配来到重庆，参与组建新部门——预防医学部，并担任助理教授和院系主任长达二十年。1979年被调回上海医科大学。1991年退休。

## 家庭
目前和妻子儿子生活在上海，一女儿生活在美国。

## 著作
- 王海云, 张照寰. 5种常用避孕方法的使用效果分析. 《中国妇幼保健》 1996年第06期
- 李其松, 曹素华, 谢国民, 干玉红, 马鸿建, 陆继珍, 张照寰. Relieving effects of Chinese herbs, ear-acupuncture and epidural morphing on postoperative pain in liver cancer. 《Chinese Medical Journal》 1994年04期
- 金丕焕, 詹绍康, 张照寰. 《医用统计方法》 上海医科大学出版社，1992
- 庄莹, 彭文彬, 易企龙, 吴钢, 唐占坤, 吴润琴, 张照寰. 预测乡镇企业矽肺的发病趋势. 《环境与职业医学》 1992年03期
- 陈景龙, 王德耀, 沈淑军, 陆华, 李言, 张照寰. 城镇居民卫生知识及其健康教育形式需求研究. 《中国农村卫生事业管理》 1992年第11期
- Fan Z, Tang ZY, Liu KD, Yi QL, Zhang ZH. Factors influencing the effect of radioimmunotherapy on liver cancer. Chinese Journal of Cancer Research 4(2):55-60, 1992, http://www.springerlink.com/content/x1284h84402l4322/%5B%5D
- 钱文娣, 张照寰, 黄建权, 王静龙. 威布尔回归模型应用于石棉肺资料分析. 《应用概率统计》 1992年01期
- 易企龙, 钱文娣, 张照寰. 蒋氏生存模型及其在剂量反应关系分析中的应用. 《应用概率统计》 1991年01期
- 崔济生, 张照寰. 多级正态变换方法及其在医学上的应用. 《中华预防医学杂志》 第6期:364-366, 1992年
- 刘玉秀, 张照寰. Freireich 白血病临床试验数据作为生存分析方法的通用实例分析。《中国卫生统计》 8（6）：47-50， 1991
- 易企龙, 张照寰. 尘肺病人预后分析的多状态模型. 《上海医科大学学报》 第4期: 298-303, 1991
- 王德耀, 张照寰, 蔡延平, 郑平, 叶喜福, 汤友梅. 上海县村级PHC支持体系发展状况调查. 《中国初级卫生保健》 1991年01期
- 崔济生, 张照寰. 国外参照值概念的发展及制定参照值区间的统计方法. 《中国卫生统计》 第2期:55-58, 1991
- 张照寰, 冯学山. Poisson分布变量多组样本比较的统计方法. 《上海医科大学学报》 第3期:233-236, 1990
- 蒋绪亮, 张仲平, 张倩, 胡玉兰, 王笏臣, 张照寰, 施宜平. 铅中毒发病与铅烟(尘)浓度关系的调查研究. 《工业卫生与职业病》 1990年06期
- 严云屏, 施守义, 施宜平, 张照寰, 潘德济. 雷公藤红素外用治疗类风湿性关节炎局部肿痛. 《中国新药与临床杂志》 1989年06期
- 易企龙, 张照寰, 胡天锡, 陆志英. 矽患肺者预后的评价指标. 《环境与职业医学》 1989年01期
- 张照寰, 薛寿征. 《灾难性环境事故》 上海医科大学出版社, 1988 ISBN 9787562700043/7562700044
- 俞顺章, 赵乐平, 陆瑞芳, 张照寰. 上海市乳腺癌流行因素的多变量分析. 《复旦学报(医学版)》 1988年01期
- 施宜平, 张照寰, 江源青. 成组序贯试验设计和分析方法. 《复旦学报(医学版)》 1988年06期
- 张照寰, 王德耀, 李德, 巢利民, 叶喜福, 汤友梅, 钱遂一, 朱文俊, 宋凤梅. 农村卫生保健员中级进修教育. 《复旦学报(医学版)》 1987年S1期
- 赵乐平, 叶展, 张照寰, 俞顺章, 彭国华. 随访的临床试验观察对象数的估计. 《中国卫生统计》 1986年01期
- 赵乐平, 许世谨, 张照寰, 俞顺章. 最优估计Logistic回归模型的参数及临床应用. 《运筹学杂志》 1986年02期
- Shi YQ, Guo SW, Zhang ZH. A prognostic multifactorial analysis of neuoblastoma. (In Chinese) Acta Academiae Medicinae Primae Shanghai 12:51-56, 1985.
- 张照寰. 生存率用作居民健康状况指标. 《复旦学报(医学版)》 1985年05期
- 郭孙伟, 张照寰, 许世瑾, 沈福民. Cox回归模型及其在医学中的应用. 《复旦学报(医学版)》 1985年04期
- 赵乐平, 张照寰, 俞顺章. 最佳估计肿瘤流行病调查的样本大小. 《肿瘤》 1985年04期
- 张照寰, 陆培廉, 施寿康. 粉尘接触量与发病关系统计方法. 《中国预防医学杂志》 18(1):7, 1984
- 蒋迪仙, 黄佩文, 张照寰, 周毓菁. 低出生体重儿发生因素的调查. 《复旦学报(医学版)》 1983年02期
- 张照寰. 相对危险度与归属危险度. 《工业卫生与职业病》 1981年04期
- 张逢春, 蓝长安, 陈德祥, 王德珍, 周燕荣, 张照寰. 精神分裂症的季节性(附2,115例分析). 《中国神经精神疾病杂志》 1981年05期
- 刘元福, 张照寰, 杜剑云, 周燕荣, 王昌玲, 张如玉, 王家荣, 邓开德, 李世英, 董东. 机床工人振动病调查研究. 《工业卫生与职业病》 1980年S1期
- 张照寰, 周燕荣, 张如玉, 张克随. 正常儿童X线胸片心脏投影面积测量. 《重庆医学》 1979年04期